# Левада-Центр
«Левада-центр» (Аналитический центр Юрия Левады) — негосударственная исследовательская организация. Крупнейший независимый центр опросов на территории России. Центр регулярно проводит собственные и заказные социологические и маркетинговые исследования и является одной из крупнейших организаций в своей области в России. Центр носит имя социолога Ю. А. Левады (1930—2006).

## Описание организации
Сотрудники центра продолжают программы исследований, разработанные ими в рамках ВЦИОМ. Центр поддерживает партнёрские связи с региональными исследовательскими центрами на территории России, центрами изучения общественного мнения в странах СНГ и Балтии. Ведущие сотрудники Левада-Центра являются членами международных профессиональных ассоциаций ESOMAR, ОИРОМ.
Партнерами и заказчиками центра в разное время являлись различные международные институты, российские и иностранные компании, исследовательские, образовательные и некоммерческие организации, в том числе Сбербанк России, UNICEF, UNDP, ILO, WHO, World Bank, Федеральное агентство по образованию РФ, Федеральное агентство по печати и массовым коммуникациям, Высшая школа экономики, Финансовый университет, другие российские и зарубежные университеты, Общественная палата РФ и др.
Статьи, интервью и комментарии экспертов центра регулярно появляются в российских и иностранных СМИ: Ведомости, РБК, Коммерсантъ, Независимая Газета, Новая газета, Известия, The Economist, The Wall Street Journal, The New York Times и др., а также в научных и общественно политических изданиях России: «Pro et Contra», «Отечественные записки», «Общественные науки и современность», «The New Times», «Индекс/Досье на цензуру», Огонёк и др.
Ведущие сотрудники Левада-Центра — постоянные участники конференций и круглых столов Высшей школы экономики, Комитета гражданских инициатив, Московского центра Карнеги, фонда «Либеральная миссия», Горбачёв-Фонда, общества «Мемориал», публичных лекций «Полит.ру», Московской высшей школы социальных и экономических наук и «Интерцентра» (симпозиум «Пути России»), общественного центра им. Сахарова, Ходорковских чтений, международных конференций и симпозиумов.
Издаются журнал «Вестник общественного мнения» (с 1993 по 2003 год редакторский коллектив «Вестника» создал и издавал журнал «Мониторинг общественного мнения: экономические и социальные перемены» — по названию одной из основных исследовательских программ, разработанных под руководством академика Татьяны Заславской).
В Центре долгое время работали известные российские социологи Борис Дубин, Леонид Седов, Алексей Гражданкин. Академик Татьяна Заславская долгое время была председателем правления Центра.

## Структура
С 2003 по 2006 гг. директором был Юрий Левада, c декабря 2006 года по май 2021 года — Лев Гудков.
В мае 2021 года на эту должность избран социолог Денис Волков.
Председателем правления Центра является доктор наук, академик Абел Аганбегян. Он сменил на этом посту академика Татьяну Заславскую, которая являлась председателем правления и председателем редакционного совета журнала Вестник общественного мнения с 2003 по 2013 года.
Основные исследовательские отделы:
- социально-политических исследований;
- качественных исследований;
- социально-экономических исследований;
- маркетинговых исследований.
- прикладных социологических исследований.

В центре работает около 40 человек.

## История
Коллектив специалистов центра был образован в 1987—1989 годах под руководством Татьяны Заславской, Бориса Грушина, Валерия Рутгайзера и Юрия Левады до 2003 года работал во ВЦИОМе. Татьяна Заславская возглавляла ВЦИОМ в 1987—1992 гг., Юрий Левада — в 1992—2003 гг.
В 2003 году весь штат сотрудников, не согласившись со сменой руководства (совет директоров ВЦИОМ, состоящий из представителей государства, отправил Ю. Леваду в отставку), покинул ВЦИОМ, перейдя в созданный ими негосударственный центр исследования общественного мнения «ВЦИОМ-А». После того как Федеральная антимонопольная служба РФ запретила использовать это название (а также название журнала), организация была переименована в Аналитический Центр Юрия Левады (Левада-Центр).

## Статус «иностранного агента»
Решением Минюста РФ от 5 сентября 2016 года Центр включён в реестр некоммерческих организаций, выполняющих функции «иностранного агента». Решение вынесено в результате проверки по заявлению сопредседателя движения «Антимайдан» члена Совета Федерации Д. В. Саблина. По словам Льва Гудкова, согласно акту проверки, Минюст посчитал проведение социологических опросов и предоставление общественности их результатов, а также выступления представителей Центра на семинарах политической деятельностью и интервью сотрудников центра СМИ. В части иностранного финансирования, таковым были признаны средства, полученные от маркетинговых исследований. По данным Минюста, организация за определённый период «получала большую часть иностранного финансирования из США».
В частности, Центр получил:
- с 2009 по 2012 годы от Фонда Макартуров за мониторинг социально-экономических изменений в России — 150 000 долларов;
- с 2009 по 2013 годы от фонда Дж. Сороса на поддержание программ по исследованию молодежи — 337 158 долларов;
- с 2010 по 2013 от Национального Фонда за демократию за изучение потенциала новых гражданских движений — 39 430 долларов;
- от фонда Форда на анализ социальных, политических и экономических процессов в российском обществе на фоне разворачивающегося мирового кризиса — 290 000 долларов;
- от Университета Массачусетса на проведение четырёх фокус-групп с москвичами, которые имели опыт общения с правоохранительными органами — 8 400 долларов;
- от Unicredit Spa за исследование российской оппозиции, образа предпринимателя в общественном мнении и страхов у россиян — 10 000 долларов;
- от медийной некоммерческой организации Internews Network на изучение коррупции в России — 5 440 долларов[14].

По действующему законодательству России, «иностранным агентам» запрещается участие в избирательных кампаниях в каких-либо формах. По мнению директора «Левада-центра» Л. Д. Гудкова, организации грозит полная ликвидация.
14 марта 2017 года Мосгорсуд признал законным включение Левады-Центра в реестр «иностранных агентов».

### Оценки и мнения
- По мнению директора Центра Л. Д. Гудкова, решение Минюста показывает наличие в стране «политического заказа» против независимой социологии[12].
- Британская газета Financial Times отмечает, что Центр был включён в список «иностранных агентов» через четыре дня после того, как объявил о резком падении популярности партии «Единая Россия»[16][прим. 2]. По мнению газеты, действия Минюста связаны с предстоящими выборами:

Российское правительство обрушилось на «Левада-центр», единственную независимую социологическую службу страны, что говорит о растущей нервозности Москвы по поводу парламентских выборов, которые должны состояться через две недели— «Пресса Британии: думские выборы и растущая нервозность Москвы»

## Исследования
Некоторые завершенные исследования:
- «Homo Sovieticus» («Советский человек»). К сегодняшнему моменту создана обширная эмпирическая база, включающая результаты пяти волн исследования 1989, 1994, 1999,[17] 2003[18] и 2008[19] годов.
- Мониторинг электоральных предпочтений россиян во время парламентских и президентских избирательных кампаний в 1993, 1995—1996, 1999—2000, 2003—2004, 2007—2008 гг.
- «Программа просвещения на рабочих местах по вопросам ВИЧ/СПИД в России», по заказу Международной организации труда и Министерства труда США, 2005[20]
- «Молодёжь России», 2005—2007[21]
- «Западные ценности и демократия», 2006.[22]
- «Проблемы элиты в современной России». Три волны исследования 2005—2006 годов.[23][24][25]
- «Отношение населения к реформе милиции», 2007[26]
- «Европейский проект школьных исследований по алкоголю и наркотикам. ESPAD—2007»[27][28]
- «Российский „средний класс“», 2008.[29][30]
- «Мнение ВИЧ-положительных матерей об опыте получения медицинской и социальной помощи», по заказу UNICEF, 2008.[31]
- «Чтение в России — 2008. Тенденции и проблемы.», 2008.[32]
- «Российские мифы», 2008.[33][34]
- «Информированность российских граждан о деятельности правоохранительных органов», 2008[35]
- «Проблема качества образования и установка на постоянное образование в современной России», 2009[36]
- «Мониторинг выборов в Московскую городскую Думу в октябре 2009 года»[37]
- «Развитие нанотехнологий в России», 2010[38]
- «Перспективы гражданского общества в России», 2011[39]
- «Российские парламентские выборы 2011 года», 2012[40].
- «Президентские выборы в России 2012 года», 2012[41]
- Опрос на «Марше Миллионов» в Москве 15 сентября[42]
- «Протестное движение в России в конце 2011—2012 гг.», 2012[43]
- «Донорство органов: проблемы и перспективы развития в России», 2013[44]
- «Российский медиа-ландшафт: телевидение, пресса, Интернет», 2014[45]
- Участие в международных исследованиях World Public Opinion.[46].
- Выборы в Госдуму — 2021 год. Согласно опросу, большинство россиян признали выборы удовлетворительными. 94% опрошенных признали, что их не принуждали прийти на выборы или проголосовать за определенную партию. Почти 70% россиян поддержали идею проведения выборов в течение трёх дней[47].

Текущие (наиболее значимые):
- Международная программа социальных исследований International Social Survey Program" (ISSP), начиная с 1991 года[48].
- Мониторинг социальных и экономических перемен, начиная с февраля 1993 года
- Индекс потребительских настроений (ИПН)
- Индекс социальных настроений (ИСН)[49]
- Индекс финансовых настроений (ИФН, совместно с Центром макроэкономических исследований Сбербанка России)[50]

## Издания
Журнал
- «Вестник общественного мнения». Информационно-аналитический журнал, выходит 2 раза в год[51].

Коллективные монографии
- Есть мнение. Коллективная монография, 1990
- Советский простой человек. Коллективная монография, 1993.
- Образ врага / сост. Л. Гудков; ред. Н. Конрадова. М.: ОГИ, 2005. — 336 с. (Нация и культура: Новые исследования: Россия / Russia). ISBN 5-94282-159-3
- Общественный разлом и рождение новой социологии: двадцать лет мониторинга. М.: Новое издательство, 2008. — 468 с. — (Новая история). ISBN 978-5-98379-096-4
- Отцы и дети. Поколенческий анализ современной России / Сост. Ю. Левада, Т. Шанин. М.: Новое литературное обозрение, 2005. — с. 328. ISBN 5-86793-370-9

Авторские работы
- Гудков Л. Д. Негативная идентичность: статьи 1997—2002 — М.: Новое литературное обозрение — «ВЦИОМ-А», 2004. — 816 с. ISBN 5-86793-300-8
- Гудков Л. Абортивная модернизация. М: РОССПЭН, 2012. -
- Гудков Л. Возвратный тоталитаризм. В 2-х т. М.: Новое литературное обозрение, 2022, Т.1.816 с., Т.2.720 с.  ISBN 978-5-4448-17407;  ISBN 978-5-4448-17414
- Гудков Л. Иллюзии выборов: Рига, 2022.
- Гудков Л. Д., Дубин Б. В. Интеллигенция. СПб.: Издательство Ивана Лимбаха, 2009. — 304 с. ISBN 978-5-89059-126-5
- Гудков Л. Д., Дубин Б. В., Зоркая Н. А. Постсоветский человек и гражданское общество. М.: Московская школа политических исследований, 2008. — 96 с. ISBN 978-5-91734-001-2
- Гудков Л. Д., Дубин Б. В., Левада Ю. А. Проблема «элиты» в сегодняшней России: Размышления над результатами социологического исследования. М.: Фонд «Либеральная миссия», 2007. — 372 с. ISBN 978-5-903135-03-5
- Дубин Б. В. Жить в России на рубеже столетий: Социологические очерки и разработки. М.: Прогресс-Традиция, 2007. — 408 с. ISBN 5-89826-216-4
- Дубин Б. Интеллектуальные группы и символические формы: Очерки социологии современной культуры. М.: Новое издательство, 2004. — 352 с. — (Новая история). ISBN 5-98379-020-X
- Дубин Б., Зоркая Н. Чтение в России — 2008. Тенденции и проблемы. М.: Межрегиональный центр библиотечного сотрудничества, 2008. — 80 с. ISBN 978-5-91515-023-1  (недоступная ссылка)
- Левада Ю. Ищем человека: Социологические очерки. 2000—2005. М.: Новое издательство, 2006. — 384 с. — (Новая история) ISBN 5-98379-070-6
- Левада Ю. От мнений к пониманию. Социологические очерки 1993—2000 годов. М.: Московская школа политических исследований, 2000. — 576 с. ISBN 5-93895-005-8[52]
- Левада Ю. Время перемен. Предмет и позиция исследователя. М. Новое литературное обозрение, -
- Левинсон А. Опыт социографии: Статьи. М.: Новое литературное обозрение, 2004. — 664 с. ISBN 5-86793-265-6[53]

Сборники результатов исследований
- «Общественное мнение». Ежегодный сборник результатов исследования общественного мнения.[54]